# La Malhoure
La Malhoure [la maluʁ] est une commune française située dans le département des Côtes-d'Armor, en région Bretagne.

## Géographie
| Lamballe-Armor | Lamballe-Armor |              |
|                | La Malhoure    | Plestan      |
| Penguily       |                | Plénée-Jugon |

### Hydrographie
Pour un article plus général, voir Réseau hydrographique des Côtes-d'Armor.
La commune est située dans le bassin Loire-Bretagne. Elle est drainée par l'Hia,.

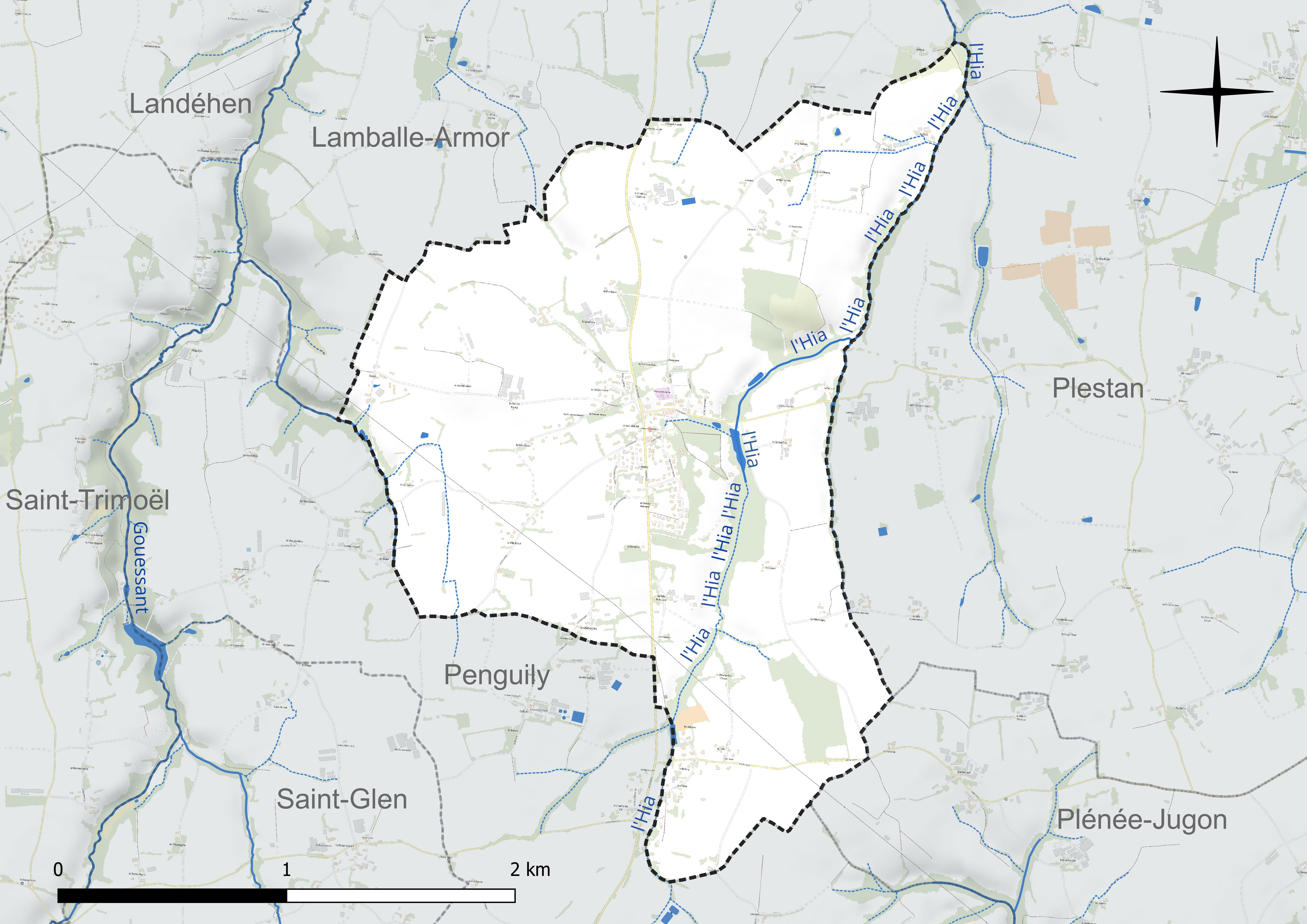
Réseau hydrographique de la Malhoure.

### Climat
Pour des articles plus généraux, voir Climat de la Bretagne et Climat des Côtes-d'Armor.
En 2010, le climat de la commune est de type climat océanique franc, selon une étude du CNRS s'appuyant sur une série de données couvrant la période 1971-2000. En 2020, Météo-France publie une typologie des climats de la France métropolitaine dans laquelle la commune est exposée à un climat océanique et est dans la région climatique  Finistère nord, caractérisée par une pluviométrie élevée, des températures douces en hiver (6 °C), fraîches en été et des vents forts. Parallèlement l'observatoire de l'environnement en Bretagne publie en 2020 un zonage climatique de la région Bretagne, s'appuyant sur des données de Météo-France de 2009. La commune est, selon ce zonage, dans la zone « Intérieur  », exposée à un climat médian, à dominante océanique.  
Pour la période 1971-2000, la température annuelle moyenne est de 11,2 °C, avec  une amplitude thermique annuelle de 11,5 °C. Le cumul annuel moyen de précipitations est de 750 mm, avec 13 jours de précipitations en janvier et 6,7 jours en juillet. Pour la période 1991-2020, la température moyenne annuelle observée sur la station météorologique la plus proche, située sur la commune de Quintenic à 14 km à vol d'oiseau, est de 11,6 °C et le cumul annuel moyen de précipitations est de 769,8 mm,. Pour l'avenir, les paramètres climatiques de la commune estimés pour 2050 selon différents scénarios d’émission de gaz à effet de serre sont consultables sur un site dédié publié par Météo-France en novembre 2022.

## Urbanisme

### Typologie
Au 1er janvier 2024, La Malhoure est catégorisée commune rurale à habitat dispersé, selon la nouvelle grille communale de densité à 7 niveaux définie par l'Insee en 2022.
Elle est située hors unité urbaine. Par ailleurs la commune fait partie de l'aire d'attraction de Saint-Brieuc, dont elle est une commune de la couronne,. Cette aire, qui regroupe 51 communes, est catégorisée dans les aires de 200 000 à moins de 700 000 habitants,.

### Occupation des sols
L'occupation des sols de la commune, telle qu'elle ressort de la base de données européenne d’occupation biophysique des sols Corine Land Cover (CLC), est marquée par l'importance des territoires agricoles (94,2 % en 2018), une proportion sensiblement équivalente à celle de 1990 (94 %). La répartition détaillée en 2018 est la suivante : 
terres arables (67,5 %), zones agricoles hétérogènes (26,7 %), zones urbanisées (5,4 %), forêts (0,4 %). L'évolution de l’occupation des sols de la commune et de ses infrastructures peut être observée sur les différentes représentations cartographiques du territoire : la carte de Cassini (XVIIIe siècle), la carte d'état-major (1820-1866) et les cartes ou photos aériennes de l'IGN pour la période actuelle (1950 à aujourd'hui).

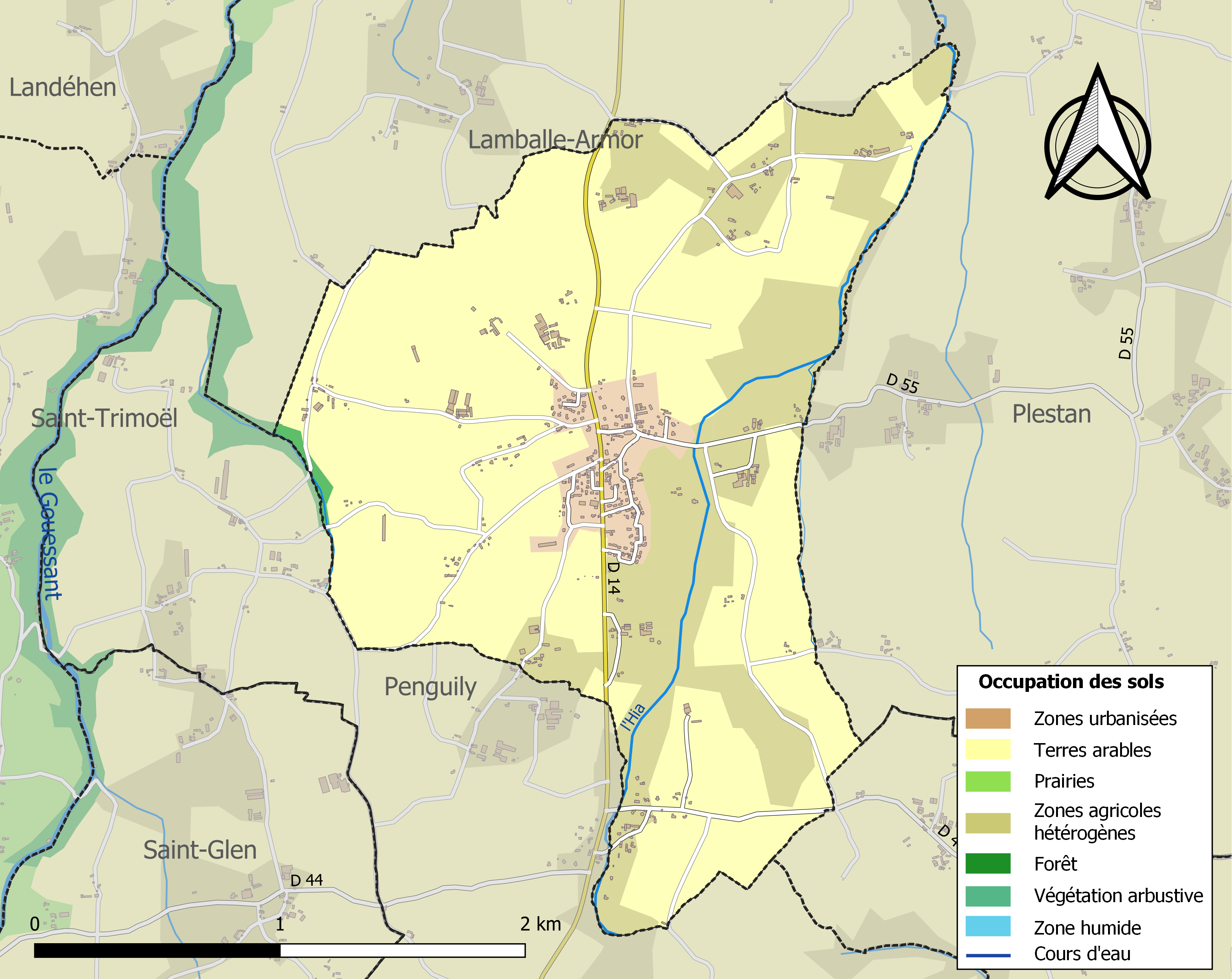
Carte des infrastructures et de l'occupation des sols de la commune en 2018 (CLC).

## Toponymie
Le nom de la localité est attesté sous la forme Lamallor en 1237.
Son nom vient du breton lann (oratoire) et de saint Mélor, « oratoire de Méloir ».
La mémoire populaire rapporte que le nom actuel aurait remplacé celui de Landsegal, après un combat livré par le seigneur du lieu et ses sujets à ses voisins coalisés.
Le nom breton de la commune est Lanvelar.

## Histoire

### LeXXesiècle

#### Les guerres duXXesiècle
Le monument aux morts porte les noms de 12 soldats morts pour la Patrie :
- 10 sont morts durant la Première Guerre mondiale ;
- 2 sont morts durant la Seconde Guerre mondiale.

## Dicton
Noblesse de la Malhoure, qui a à moitié dîné quand la soupe est mangée.

## Héraldique
| Blason de La Malhoure | Blason  | De gueules au lévrier colleté et bouclé, soutenu d'une moucheture d'hermine accostée de 2 épis de seigle ployés et croisés en pointe, le tout d'argent. |
| Blason de La Malhoure | Détails | Le statut officiel du blason reste à déterminer. |

## Politique et administration

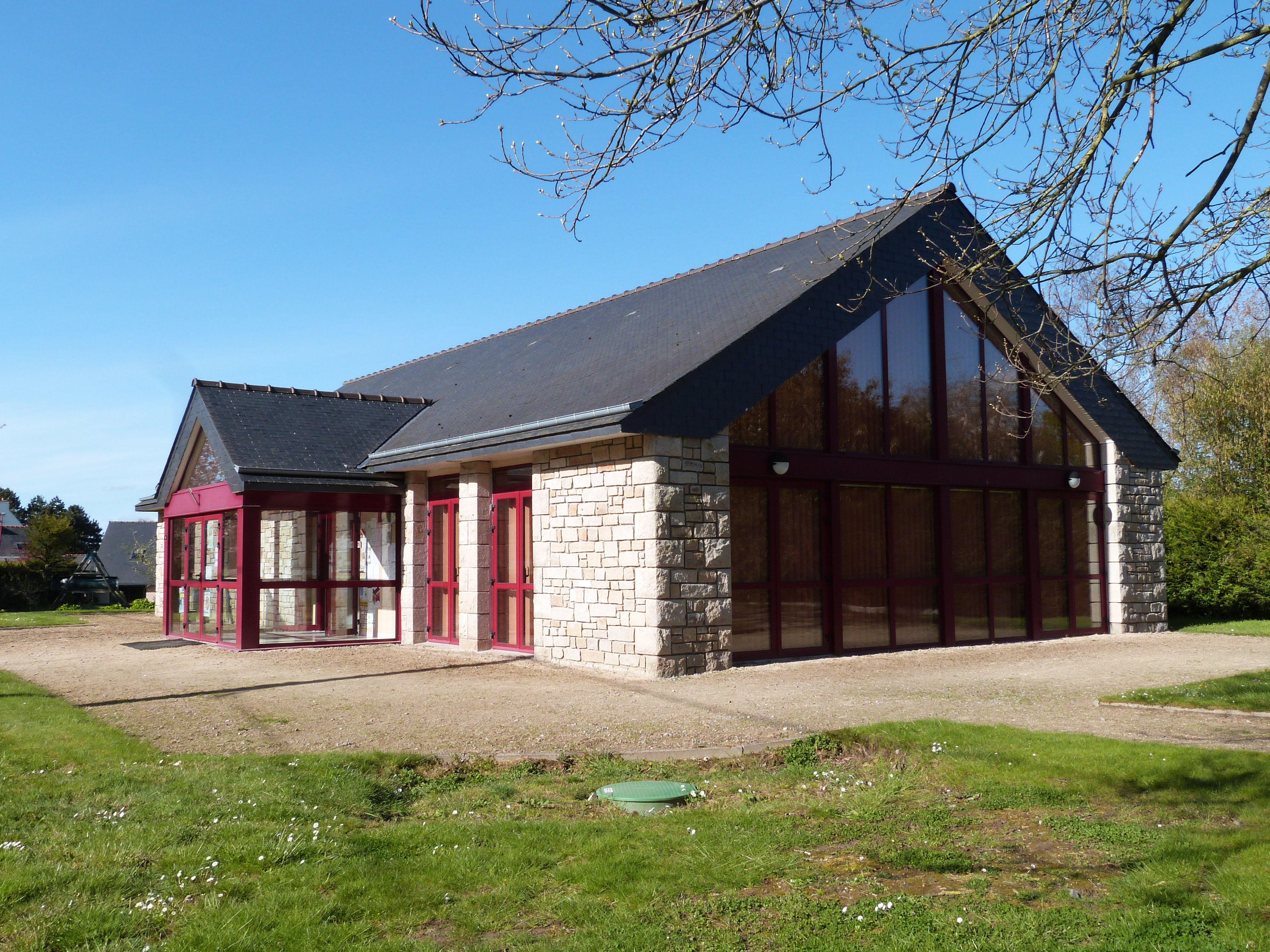
La mairie.

| Période                                  | Période     | Identité                  | Étiquette | Qualité                                                         |
| ---------------------------------------- | ----------- | ------------------------- | --------- | --------------------------------------------------------------- |
| Les données manquantes sont à compléter. |             |                           |           |                                                                 |
|                                          |             | Jean Mordelle             |           | Propriétaire                                                    |
| 1941                                     | avril 1942  | Eugène Hamon              |           | Cultivateur                                                     |
| avril 1942                               | mars 1971   | Pierre Plessé (1903-1993) |           | Cultivateur                                                     |
| mars 1971                                | 1973        | Annie Barbotin            |           |                                                                 |
| 1973                                     | mars 2001   | Albert Corbel             |           | Cultivateur, maire honoraire                                    |
| mars 2001                                | 26 mai 2020 | Daniel Baron              | DVD       | Retraité 3e vice-président de Lamballe Communauté (2008 → 2016) |
| 26 mai 2020                              | En cours    | Valérie Morfouasse        |           | Agricultrice                                                    |

## Démographie
L'évolution du nombre d'habitants est connue à travers les recensements de la population effectués dans la commune depuis 1793. Pour les communes de moins de 10 000 habitants, une enquête de recensement portant sur toute la population est réalisée tous les cinq ans, les populations de référence des années intermédiaires étant quant à elles estimées par interpolation ou extrapolation. Pour la commune, le premier recensement exhaustif entrant dans le cadre du nouveau dispositif a été réalisé en 2007.

En 2022, la commune comptait 621 habitants, en évolution de +7,81 % par rapport à 2016 (Côtes-d'Armor : +1,78 %, France hors Mayotte : +2,11 %).
| 1793 | 1800 | 1806 | 1821 | 1831 | 1841 | 1846 | 1851 | 1856 |
| ---- | ---- | ---- | ---- | ---- | ---- | ---- | ---- | ---- |
| 410  | 340  | 355  | 375  | 404  | 475  | 420  | 419  | 407  |

| 1861 | 1866 | 1872 | 1876 | 1881 | 1886 | 1891 | 1896 | 1901 |
| ---- | ---- | ---- | ---- | ---- | ---- | ---- | ---- | ---- |
| 418  | 415  | 424  | 401  | 405  | 406  | 369  | 375  | 359  |

| 1906 | 1911 | 1921 | 1926 | 1931 | 1936 | 1946 | 1954 | 1962 |
| ---- | ---- | ---- | ---- | ---- | ---- | ---- | ---- | ---- |
| 374  | 343  | 334  | 310  | 283  | 291  | 295  | 261  | 247  |

| 1968 | 1975 | 1982 | 1990 | 1999 | 2006 | 2007 | 2012 | 2017 |
| ---- | ---- | ---- | ---- | ---- | ---- | ---- | ---- | ---- |
| 238  | 229  | 237  | 266  | 348  | 437  | 450  | 513  | 594  |

| 2022 | - | - | - | - | - | - | - | - |
| ---- | - | - | - | - | - | - | - | - |
| 621  | - | - | - | - | - | - | - | - |

## Lieux et monuments
- Église Saint-Évent.